# Ompok urbaini
Ompok urbaini es una especie de peces de la familia Siluridae en el orden de los Siluriformes.

## Morfología
• Los machos pueden llegar alcanzar los 18,1 cm de longitud total.

## Distribución geográfica
Se encuentra en Indochina, incluyendo los ríos Mekong y Chao Phraya.